# Zelandia (personifikacja)

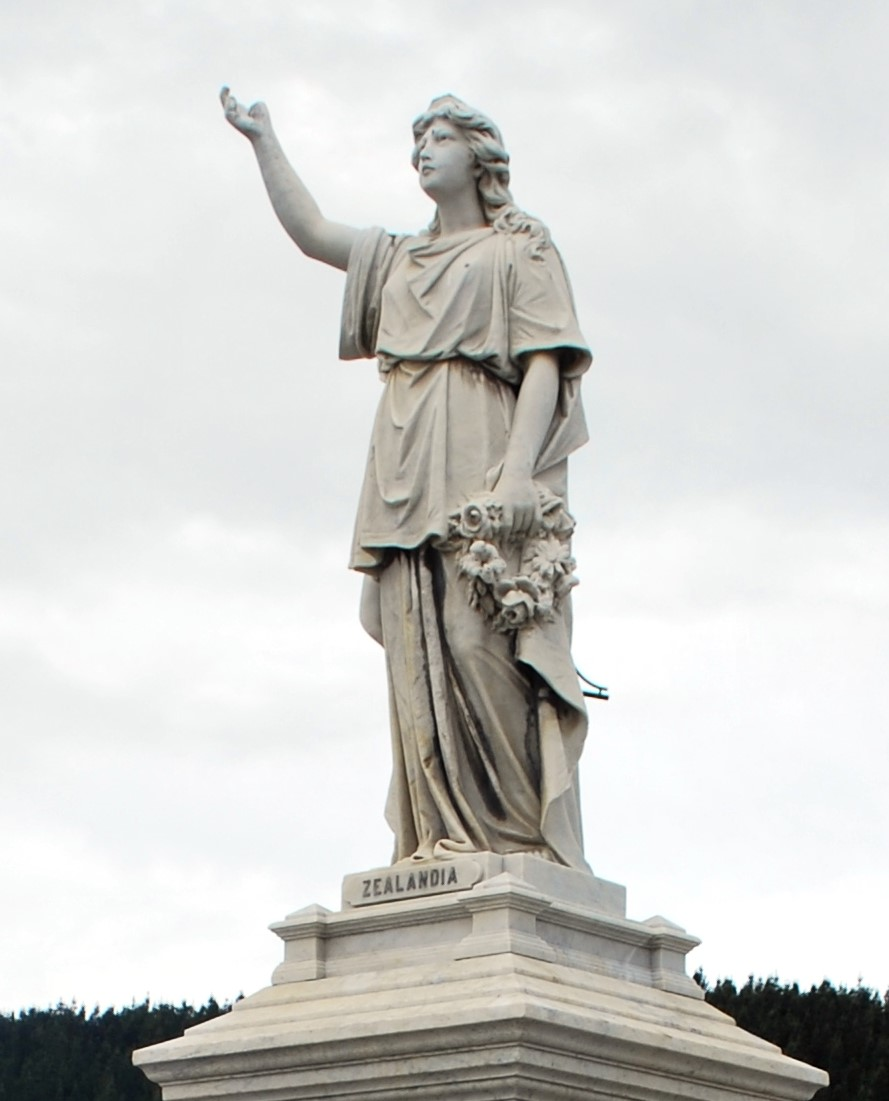
Pomnik Zelandii upamiętniający I wojnę światową w Palmerston

Zelandia (ang. Zealandia) – personifikacja narodowa Nowej Zelandii. Zelandia przedstawiana jest jako kobieta pochodzenia europejskiego, która jest córką Brytanii. Określana mianem Matki Narodu oraz Matki Wolności  . Wizerunek Zelandii został utrwalony przede wszystkim w pierwszej połowie XX wieku, pojawiał się na znaczkach pocztowych, plakatach, rysunkach czy pomnikach upamiętniających wojny .

## Historia
W 1664 roku holenderski żeglarz Abel Tasman odkrył wyspy Nowej Zelandii, które w pierwotnym brzmieniu nazywały się w języku holenderskim Nieuw Zeeland. Nazwa pochodziła od prowincji w Holandii – Zelandia (hol. Zeeland). W 1769 roku angielski żeglarz James Cook informował króla Jerzego III, że wyspy nazywają się New Zealand (nazwa angielska) .
Po raz pierwszy słowo Zelandia pojawiło się w 1857 roku w przewodniku dla emigrantów pod tytułem New Zealand or Zealandia, The Britaim of the South Seas, w którym to Zelandia była przedstawia jako malownicza kraina położona na południu. W 1879 roku angielska poetka May Sinclair opisywała Nową Zelandię jako „Najjaśniejszą Brytanię Południa” (ang. Brighter Britain of the South). Ponadto w 1889 roku słowo Zelandia pojawiło w zbiorze wierszy zatytułowanych The Pirate Chief and the Mummy's Complaint with Various Zealandian Poems opublikowanych w Boys' Own. W literaturze Zelandia była przedstawiana jako cudowna kraina położona na południu .
W 1865 roku Zelandia po raz pierwszy została przedstawiona jako postać kobiety, która miała uosabiać nowy dom. Zelandia została przedstawiona jako silna kobieta, rozprawiająca się z nieszczęsnym Maorysem oraz ukazuje triumf jej bicza nad toporem Maorysa .
Pod koniec XIX wieku pojawiła się propozycja włączenia Nowej Zelandii do Australii. Sytuacja ta doprowadziła do powstawania satyrycznych rysunków, przedstawiających Zelandię jako kobietę ubraną w białą szatę trzymając za rękę Maorysa i odpychającą jednocześnie australijskiego ogra .
W 1907 roku Nowa Zelandia uzyskała status dominium i w 1911 roku wybrała własny herb. Na herbie został utrwalony wizerunek Zelandii jako kobiety w białej szacie, która trzyma flagę Nowej Zelandii. Po przyjęciu herbu jego wzór został naniesiony na znaczki pocztowe, które zostały zaprojektowane przez Harry'ego L. Richardsona w 1915 roku, a w użytku znajdowały się do 1989 roku. Przyczyniło się to do utrwalenia wizerunku Zelandii .
Złoty okres wykorzystania wizerunku Zelandii przypadł na pierwsze dwie dekady XX wieku. Oprócz pojawiania się w różnych formach drukowanych, wykorzystana była również komercyjnie. Jej wizerunek pojawiał się na skrzyniach do lodu, świecach, wykorzystywany był przez gazetę Auckland Weekly News oraz jako nazwa marki produkującej owies .
Po zakończeniu I wojny światowej wizerunek Zelandii stracił na znaczeniu i stał się anachronizmem. Lata międzywojenne przyczyniły się do porzucenia Zelandii jako symbolu alegorii narodowej. Pomimo utraty znaczenia Zelandii jej wizerunek ponownie został wykorzystany w latach 1939–1940 podczas New Zealand Centennial Exhibition, wystawy uświęcającej 100 lat istnienia Nowej Zelandii .

## Wybrane wizerunki Zelandii

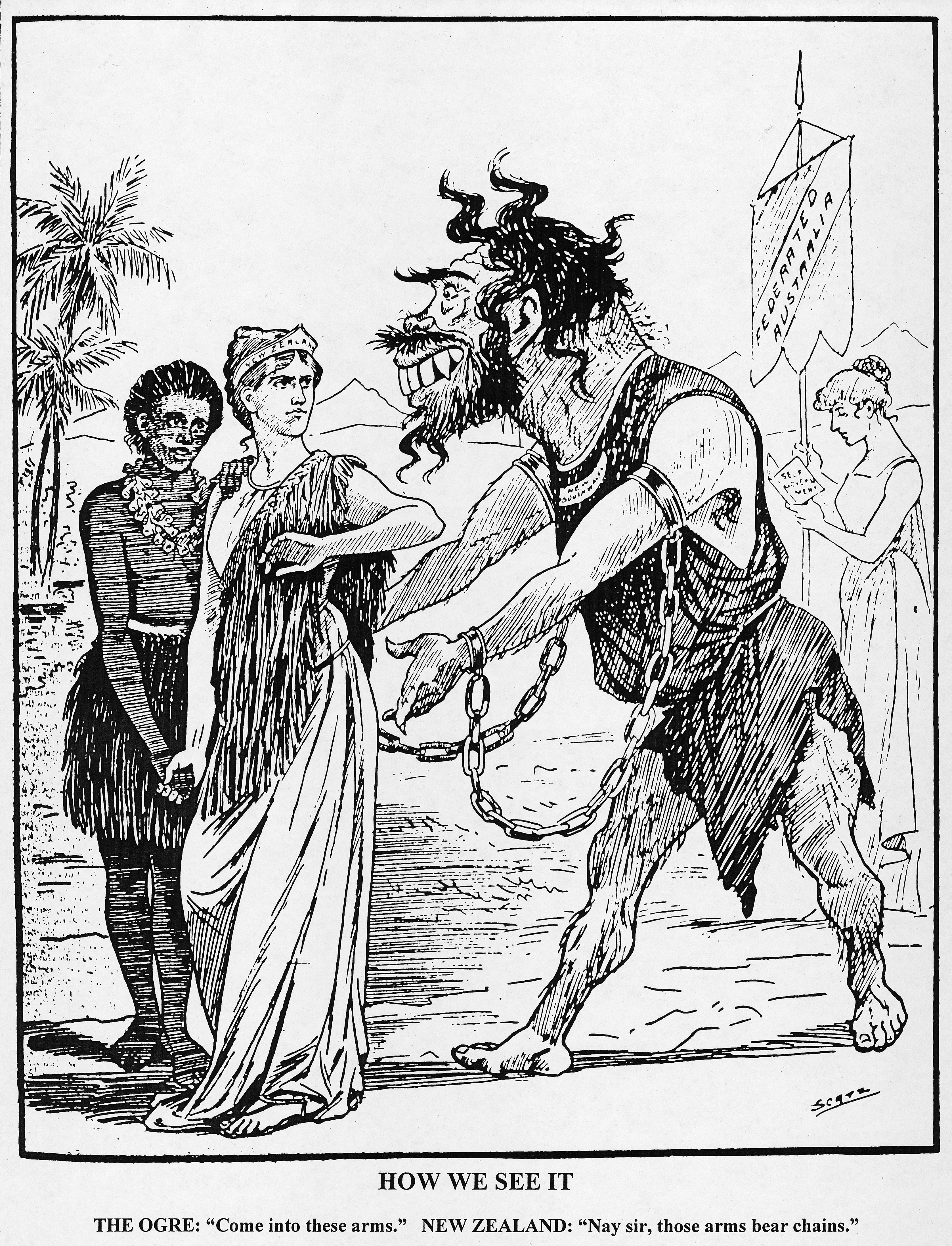
Rysunek satyryczny przedstawiający  Zelandię, która odpycha australijskiego ogra, z 1900 roku
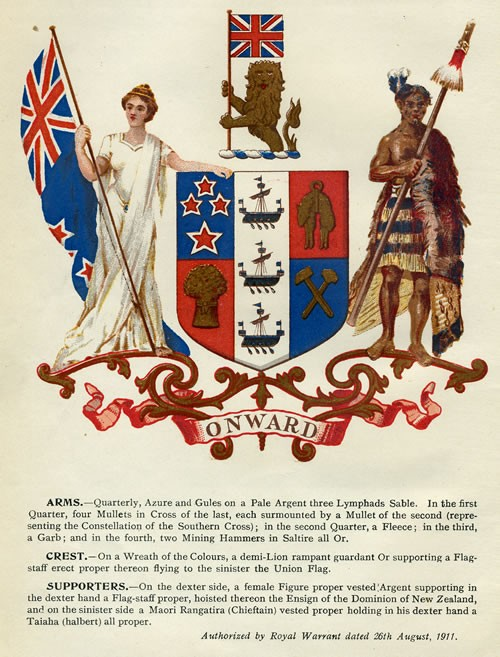
Herb Nowej Zelandii opublikowany w New Zealand Gazette w 1912 roku, przedstawiający Zelandię (po lewej stronie tarczy)
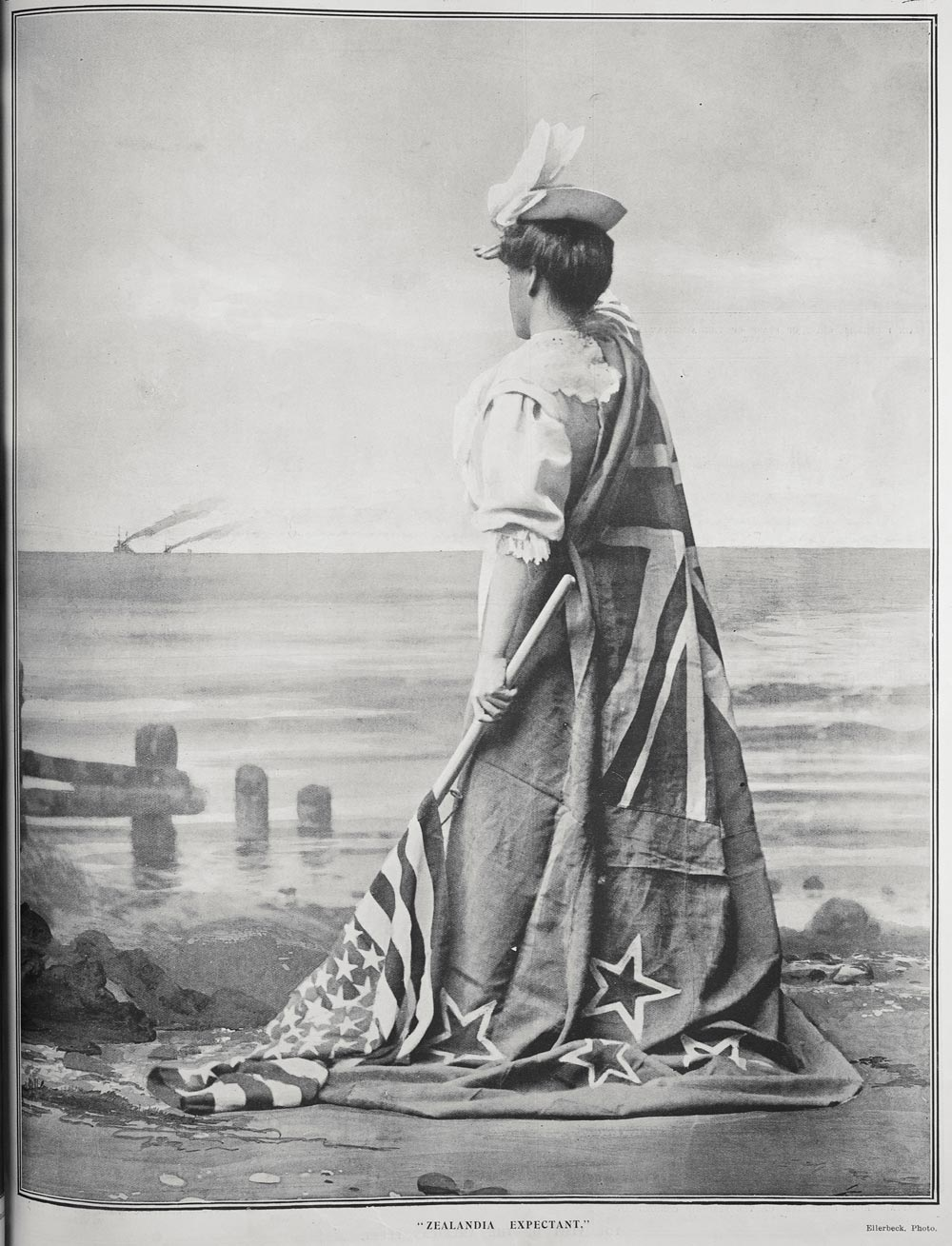
„Oczekująca Zelandia” ukazana w Auckland Weekly News z 1908 roku
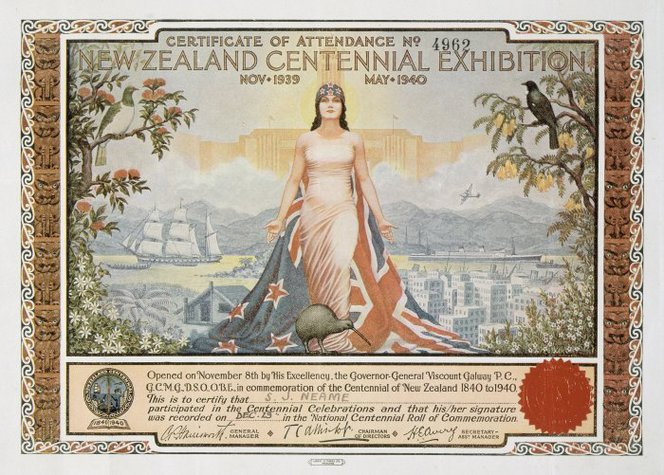
Wizerunek Zelandii przedstawiony podczas New Zealand Centennial Exhibition (1939–1940)